# Homalium fulviflorum
Homalium fulviflorum är en videväxtart som beskrevs av Herman Otto Sleumer. Homalium fulviflorum ingår i släktet Homalium och familjen videväxter. Inga underarter finns listade i Catalogue of Life.